# Drosophila asiri (artgrupp)
Drosophila asiri är en artgrupp inom släktet Drosophila och undersläktet Drosophila. Artgruppen består av fyra arter.

## Arter inom artgruppen
- Drosophila asiri
- Drosophila neoasiri
- Drosophila yanaurcus
- Drosophila yuragyacum